# Aristandre de Telmessos
Aristandre (en grec antic Αρίστανδρος, Arístandros) fou l'herald i endeví més famós d'Alexandre el Gran, nascut a Termessos, a Lícia. Formava part de la família d'endevins anomenats telmessis.
Plutarc explica que la primera intervenció coneguda d'Aristandre va tenir lloc una mica abans que nasqués Alexandre, quan Filip de Macedònia va somiar, després de casar-se amb Olímpia, que imprimia un segell en forma de lleó al ventre de la seva dona. Altres endevins no van donar importància al somni, però Aristandre va afirmar que Olímpia estava encinta d'un nen amb l'ànim d'un lleó. En els mesos previs a l'expedició d'Alexandre a Àsia, Aristandre va demostrar la seva habilitat per donar sentits positius a prodigis aparentment ambigus o amenaçadors. Segons Plutarc i Arrià, una estàtua d'Orfeu situada al peu del mont Olimp, es va posar a suar. En general, aquesta mena de prodigis eren interpretats negativament, però Aristandre va dir que Alexandre realitzaria moltes gestes dignes de ser cantades i que donarien molta feina i suor als músics i poetes que les haguessin de descriure. Des d'aquell moment i fins a la batalla de Gaugamela, Aristandre va ser consultat amb molta freqüència per Alexandre, i resolia, a través de l'observació de les entranyes i la interpretació dels somnis i dels prodigis, els dubtes estratègics i polítics del guerrer. A partir de la batalla de Gaugamela, les interpretacions d'Aristandre es fan cada vegada més escadusseres, i les seves interpretacions dels presagis són menys favorables a Alexandre. Quan aquest va voler ser proclamat de naturalesa divina, Aristandre es va allunyar d'ell. A la mort d'Alexandre, Elià diu que quan els seus generals discutien on s'havia d'enterrar el seu cos, Aristandre, que havia profetitzat un poder etern al diàdoc que sepultés al macedoni en el seu territori, va convèncer Ptolemeu que traslladés el seu cos a Egipte.
La fama d'Aristandre es va perpetuar almenys fins al segle II dC. Clement d'Alexandria el cita entre altres endevins famosos. Llucià i Artemidor el consideren una autoritat en la interpretació dels somnis. Va escriure amb tota probabilitat un llibre sobre ornitomància i sobre el significat dels prodigis que és esmentat per Plini el Vell (Naturalis Historia. xvii. 25. s. 38; Elenchus, lib. viii. x. xiv. xv. xviii.) i Llucià (Philopat. c. 21).